# Distretto di Tiabaya
Il distretto di Tiabaya è un distretto del Perù nella provincia di Arequipa (regione di Arequipa) con 14.677 abitanti al censimento 2007 dei quali 14.033 urbani e 641 rurali.
È stato istituito fin dall'indipendenza del Perù.